# Nord-Fron
Nord-Fron è un comune norvegese della contea di Innlandet, distretto di Gudbrandsdalen.